# Donji Selkovac
Donji Selkovac est un village de la municipalité de Glina (comitat de Sisak-Moslavina) en Croatie. Au recensement de 2011, le village comptait 1 habitant.